# Hermann Becker (Landrat)
Hermann Becker (* 11. Januar 1927 in Wittlich; † 1. August 2000 in Trier) war ein deutscher Regierungsvizepräsident und Landrat.

## Leben
Über die schulische und berufliche Ausbildung des aus Wittlich stammenden Becker ist einschlägigen Quellen wenig dokumentiert. Im Zeitraum vom 1. Juli 1956 bis zum 31. Dezember 1957 war er als Regierungsassessor beim Landratsamt Prüm beschäftigt und zum 1. Juli 1964 wurde er Landrat des Landkreises Prüm ernannt.
In seine Amtszeit fielen verschiedenste Aufgaben, die sich u. a. noch mit den Auswirkungen der durch den Zweiten Weltkrieg bedingten Schäden in der Grenzregion beschäftigten. Neben seinem Engagement zur Verbesserung und Stärkung der Wirtschaftskraft war ein weiterer Schwerpunkt der Ausbau des Schul- und Bildungswesen, so erbrachte eine umfassende Reform wesentliche Veränderungen in der Schullandschaft. Während seiner Amtszeit wurden in Prüm erste Erweiterungsbauten am Regino-Gymnasium, der Kaiser-Lothar-Realschule, der berufsbildenden Schule sowie der Neubau der Hauptschule in Stadtkyll, Baumaßnahmen im Sportstättenbereich und Planungen zum Bau von Sonderschulen für Lern- und Geistigbehinderte vorgenommen.
Eine in der Landwirtschaft durchgeführte Flurbereinigung führte zu einer Ausweitung der Milchviehhaltung, in deren Folge 1966/67 drei Molkereien zum Unternehmen Milch-Union Hocheifel eG mit Sitz in Pronsfeld zusammengeschlossen wurden. Ein weiterer Schwerpunkt seiner Tätigkeit war die Sicherung von Arbeitsplätzen in dem strukturschwachen Gebiet. So wurde in seiner Dienstzeit die Ausweisung und Erschließung des Industriegeländes in Weinsheim vorgenommen, was u. a. dazu führte, dass die Arbeitslosenquote unter den Landesdurchschnitt fiel.
Weiterhin trieb er einen flächendeckenden Ausbau der Wasserversorgung sowie den Erhalt des guten Zustands des Straßennetzes im Kreis voran. Im Bereich der Förderung des Fremdenverkehrs initiierte er Planungen zum Bau des Wintersport- und Erholungszentrums Schwarzer Mann in Gondenbrett, des Kurcenters Prüm und des Kronenburger Sees. Seine Amtszeit endete am 6. November 1970, als die Landkreise Prüm und Bitburg nach einer kommunalen Gebietsreform zum neuen Landkreis Bitburg-Prüm zusammengeschlossen wurden. Von 1964 bis 1970 war Becker Vorsitzender des Verwaltungsrates der Kreissparkasse Prüm.